# Donald Barthelme
Donald Barthelme (Filadelfia, 7 aprile 1931 – Houston, 23 luglio 1989) è stato uno scrittore e giornalista statunitense.
Lavorò anche come reporter per il quotidiano Houston Post, come editor del giornale Location, direttore del Contemporarary Arts Museum di Houston in Texas (1961-1962), fu co-fondatore di Fiction e professore in varie Università. Fu inoltre uno dei fondatori del programma di scrittura creativa all'Università di Houston.

## Biografia
Principalmente noto come autore di racconti di stile postmodernista, che giocano esplorando i territori dell'assurdo con una vena surreale, scrisse anche quattro romanzi: Snow White, The Dead Father, Paradise e The King. 
Oltre un centinaio i racconti pubblicati, raccolti in libri come Come Back, Dr. Caligari, Unspeakable Practices, Unnatural Acts, City Life e Sadness. La maggior parte delle sue raccolte di racconti sono riunite in Sixty Stories and Forty Stories. Ha anche scritto un saggio, Guilty Pleasures, e la raccolta Not-Knowing: The Essays and Interviews of Donald Barthelme. Con sua figlia ha scritto un libro per bambini The Slightly Irregular Fire Engine, e per quest'opera ricevette il National Book Award per la letteratura per bambini nel 1972. Diresse il PEN e l'Author's Guild, e fu membro dell'American Academy of Arts and Letters.
I racconti di Barthelme sono spesso estremamente compatti (una forma detta talvolta racconto breve, racconto flash o racconto improvviso), concentrandosi spesso solo su fatti incidentali, piuttosto che su una narrativa completa. Alcuni racconti di lunghezza superiore presentano una narrativa più tradizionale. All'inizio, queste storie contenevano piccoli momenti epifanici; avanzando nella sua carriera, le storie non erano più consciamente filosofiche o simboliche. La sua narrativa ebbe ammiratori e critici: osannato come profondamente disciplinato, o deriso per essere insignificante ed accademico. Barthelme è stato una voce unica, e viene considerato, assieme e Raymond Carver, uno dei maggiori scrittori americani, uno dei più influenti autori sulla narrativa postmoderna. Tra gli autori ispirati dallo stile di Barthelme, vi sono Aimee Bender, Donald Antrim, David Foster Wallace e Robert Clark Young.
Fu professore ospite di Inglese al City College alla City University of New York (1974-75).
Il fratello di Donald Barthelme, Frederick Barthelme (1943 - ), è anch'egli scrittore ed insegnante.

## Opere

### Romanzi
- Biancaneve (Snow White, 1967), traduzione di Giancarlo Bonacina, Milano, Bompiani 1972; Collana Classics, Prefazione di Ivano Bariani, Roma, minimum fax, 2007-2018, ISBN 978-88-752-1921-5.
- Il padre morto (The Dead Father, 1975), trad. di Marco Amante, Torino, Einaudi, 1979.
- Paradise,  Putnam, 1986.
- The King, Harper, 1990.

### Raccolte di racconti
- Ritorna, dottor Caligari (Come Back, Dr. Caligari, 1964), trad. di Claudio Gorlier, Milano, Bompiani, 1967; Collana Classics, Roma, minimux fax, 2003, ISBN 88-87765-80-4.
- Atti innaturali, pratiche innominabili (Unspeakable Practices, Unnatural Acts, 1968), trad. di Ranieri Carano, Milano, Bompiani, 1969; Collana Classics, Prefazione di Aimee Bender, Roma, minimum fax, 2005, ISBN 978-88-752-1037-3.
- La vita in città (City Life, 1970), Prefazione e trad. di Vincenzo Latronico, Collana Classics, Roma, minimum fax, 2013, ISBN 978-88-752-1526-2.
- Sadness, Farrar, Straus, 1972.
- Dilettanti (Amateurs, 1976), trad. di Anna Mioni e Vincenzo Latronico, Collana Classics, Prefazione di Christian Raimo, Roma, minimum fax, 2015, ISBN 978-88-752-1634-4.
- Great Days, Farrar, Straus, 1979.
- Sixty Stories, Putnam (New York City), 1981.
- Overnight to Many Distant Cities, Putnam, 1983.
- Sam's Bar, con le illustrazioni di Seymour Chwast, NY, Doubleday, 1987.
- Forty Stories, Putnam, 1987.
- Flying to America: 45 More Stories, Shoemaker & Hoard, 2007.
- Donald Barthelme: Collected Stories, a cura di Charles McGrath, Library of America, 2021.

#### Raccolte italiane dei racconti
- Racconti, con un saggio di George Saunders, Collana Collected Classics, Roma, minimum fax, 2022, ISBN 978-88-3389-427-0. [contiene le seguenti raccolte: Ritorna, dottor Caligari; Atti innaturali, pratiche innominabili; La vita in città; Dilettanti]

### Non-fiction
- Guilty Pleasures (parodie e satire), Farrar, Straus, 1974.

### Altro
- The Teachings of Don B.: Satires, Parodies, Fables, Illustrated Stories and Plays of Donald Barthelme, edited by Kim Herzinger, NY, Turtle Bay Books, 1992.
- Not-Knowing: The Essays and Interviews of Donald Barthelme, Random House (New York City), 1997.

### Libri per l'infanzia
- The Slightly Irregular Fire Engine or the Hithering Thithering Djinn, Farrar, Straus, 1971.

### Teatro
- Great Days (adattamento del racconto omonimo), prodotto off-Broadway all'American Place Theater, 1983.

## Premi
- Guggenheim fellowship: 1966
- Time Magazine Best Books of the Year list: 1971 per City Life
- National Book Award per la letteratura per ragazzi: 1972, per The Slightly Irregular Fire Engine or the Hithering Thithering Djinn
- Morton Dauwen Zabel Award from the National Institute of Arts and Letters: 1972
- Jesse H Jones Award from Texas Institute of Letters: 1976 per The Dead Father
- 1982 Finalista al National Book Critics Circle Award, al Premio PEN/Faulkner per la narrativa, al Los Angeles Times Book Prize per la raccolta Sixty Stories